# بخش پاتاوه
بخش پاتاوه یکی از بخش‌های شهرستان دنا در استان کهگیلویه و بویراحمد ایران است. مرکز این بخش شهر پاتاوه است.

## تقسیمات کشوری
- بخش پاتاوه
  - دهستان پاتاوه
  - دهستان سادات محمودی

شهر : پاتاوه

## روستاها
روستاهای بخش پاتاوه:
- - دهستان پاتاوه

ده شیخ بی بی خاتون
آب سپا
بن‌زرد سفلی
بن‌زرد علیا
دشت رز
باگ
تنگرواق
خونگاه
سرتنگ رواق
گزدان
مظفری
بادنگان علیا
پاتاوه فاطمی‌زاده
ده شیرین بادنگان
بادنگان سفلی
برایی
چم گردل
چناربرم علیا
شترخون
سرتنگ تمنک
احمدغریب
چم عربی پاتاوه
بهرام‌بیگی علیاسمندی
پس بایار
پی‌زرد بهرام‌بیگی علیا
چاتکوه بهرام‌بیگی
چقه‌سرخ بهرام‌بیگی
دره بنیاب بهرام‌بیگی
دوراه بهرام‌بیگی
زیرده قنات بهرام‌بیگی
سرتنگ ده کهنه حمیدآباد
قنات بهرام‌بیگی
میرزا بهرام‌بیگی
میرزاعلی بهرام‌بیگی /سرتل /
میرزاقلی بهرام‌بیگی
باباحاجی
تمنک سفلی
تمنک علیا
تنگ ارزن شبلیز
چشمه‌ریزک شبلیز
دره ماری شبلیز
ده امیربهادر
ده میرخدایار
سیرون شبلیز
کهله شور شبلیز
گل سرخ شبلیز
للی سرخک شبلیز
بکلودون شبلیز
- - دهستان سادات محمودی

چشمه‌نسه‌ای بنستان
خرسان
دشتک میمند
کت سیاه
میمند
راهدارخانه گردنه میمند
چال بادام کتا
چشمه میرحسنی
دره‌شور
دزدک
رودشتی
سینه نمک
کتا
کتک
گروزه
گودلون
مرغ چنار
بنستان سادات محمودی
بنوا
بیژگن
پشت چاه
کهله حمام
گل‌چهرآباد سادات محمودی
لما سفلی
لما علیا
لماکون
له سواره
شهید دلروز بیژگن
برآفتاب جلاله
پراشکفت درب کلات
پل ابزا جلاله
دوراه غماشکه
دهگاه جلاله
سرتل دینگو
سرسور
کله‌گه
ماشک‌کار جلاله
مهدی‌آباد جلاله
درب کلات امامزاده محمود
دشت بز
ده پائین درب کلات
مازه کز
مونج

## جمعیت
بنابر سرشماری مرکز آمار ایران، جمعیت بخش پاتاوه شهرستان دنا در سال ۱۳۸۵ برابر با ۲۵۶۵۹ نفر بوده‌است.